# Ракотомалала, Жером Луи
Жером Луи Ракотомалала (фр. Jérôme Louis Rakotomalala; 15 июля 1914, Сен-Мари, Мадагаскар — 1 ноября 1975, Тананариве, Мадагаскар) — первый мадагаскарский кардинал. Архиепископ Тананариве с 4 апреля 1960 по 1 ноября 1975. Кардинал-священник с титулом церкви Санта-Мария-Консолатриче-аль-Тибуртино с 28 апреля 1969.